# جدول دیجیتال سرکل

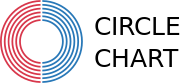

جدول دیجیتال سرکل (به انگلیسی: Circle Digital Chart) که قبلاً با نام جدول دیجیتال گائون شناخته می‌شد، یک جدول ضبط استاندارد صنعت موسیقی در کره جنوبی و مخصوص تک‌آهنگ‌ها است. این جدول متعلق به اتحادیهٔ محتوای صنعت موسیقی کره است و به‌طور هفتگی توسط جدول سرکل منتشر می‌گردد. این جدول رتبه‌بندی‌های هفتگی، ماهانه و سالانه را ارائه می‌کند که با ادغام مجموع دانلودها، استریم‌ها و پخش‌های زمینه، به‌همراه داده‌های آن‌لاینِ ملون، باگز، جینی، کاکائومیوزیک، فلو، وایب و سوریبادا ارزیابی می‌شوند.